# Xeranobium griseum
Xeranobium griseum är en skalbaggsart som beskrevs av White 1971. Xeranobium griseum ingår i släktet Xeranobium och familjen trägnagare. Inga underarter finns listade i Catalogue of Life.